# ريدافال (بافيا)
ريدافال (بالإيطالية: Redavalle)‏ هي بلدة تقع في مقاطعة بافيا بإقليم لومبارديا في شمال إيطاليا. تبلغ مساحة هذه المدينة 5.47 (كم²)، وترتفع عن سطح البحر 85 م، بلغ عدد سكانها 1028 نسمة في عام 2004 حسب إحصاء المعهد الوطني للإحصاء.

## السكان
في سنة 1861 بلغ عدد السكان 1٬158 نسمة، وتطور العدد ليصل في سنة 2011 لـ 1٬056 نسمة.
يظهر هذا المخطط البياني تطور النمو السكاني لـ ريدافال (بافيا)

## توأمة
لريدافال (بافيا) اتفاقيات توأمة مع:
- فوكس-أون-بوغيي